# ماری کیت شلهارت
ماری کیت شلهارت (انگلیسی: Mary Kate Schellhardt؛ زادهٔ ۱ نوامبر ۱۹۷۸) هنرپیشه اهل ایالات متحده آمریکا است.
از فیلم‌ها یا برنامه‌های تلویزیونی که وی در آن نقش داشته‌است می‌توان به دکتر هاوس، آپولو ۱۳، درمانگاه خصوصی، چه چیزی گیلبرت گریپ را آزار می‌دهد، ویلی آزاد ۲ و دختر جدید اشاره کرد.